# 3days ～在逝去时间的另一端～
《3days ～在逝去时间的另一端～》，为日本遊戲公司Lass於2004年6月25日發售的成人遊戲，简称为3Days。它名字来源于游戏特殊的“无限三日循环”。游戏大量地包含了暴力、血腥的内容，故搭载了BloodLimiter这个系统限制血腥内容的表现。

## 系统
BloodLimiter
通过将其打开，可以多少缓和一些暴力且怪异的描写、表现（但是，存在某种CG，其中有的是开启的话就无法收回，有的关闭的话就无法收回）。
Distiny单击
如果满足特定条件，画面右下角的卡洛斯时钟的指针就会转动。此时点击卡洛斯的手表，可以选择至今为止没有出现过的选项，故事也会有所进展。
导航功能
修正文件ver.2.01追加的新功能。由此可以显示攻略的流程图，因为可以确认至今为止看到的场景和场景标题，所以在攻略上非常有效。

## 故事
作为平凡的学生持续过着日常生活的主人公高梨亮，他连续三天经历着非同寻常的现象。第一天，同样是绫筱学园的柊美柚被杀了。第二天，吾妻梨花跳楼自杀。第三天，在和藤见环的性交中，两人被在家中出现的袭击者杀害了。但是，本应被谋杀的亮于10月16日早晨再次醒来。 亮因恶心、困惑和令人难以忘怀的记忆而感到不适。在上学途中，目睹了柊美柚遇难现场的亮，感到了奇怪的既视感。那是无限重复的三天的开始。

## 登場人物

### 主角
高梨亮（Takanashi ryō）
本作的主人公。因为在意被杀害的美柚，所以一直在追查事件，结果却什么都不知道，和小环（藤见环）一起惨死了。
在无限的三天中轮回了多次，开始觉得不应该同自己被杀害的未来进行相同的行动。
父母因为事故去世了，现在寄居在表姐家。与小环的发展不大。
背景设定为15年前被瓦尔塔盯上后附身为现在的草壁辽一的转生体（第二转生体）。草壁辽一第一次转生为吾妻友哉，同柊美柚于假面骑士展开死斗，战斗结束后，变成了没有灵魂的肉体。同时，美柚为了让负伤的草壁辽一复活，将固定在卡洛斯时钟上的草壁灵魂同被接受的肉体所结合，成为了新的高梨亮。
被瓦尔塔寄生的时候，杀害了父母（据称是在一次事故中被杀），这与小环的相遇和现在的境遇有关。
因为灵魂的固定使用了卡洛斯时钟，所以如果使用除寿命用完以外的死亡方式，则会在返回死亡的3天前。但是，根据卡洛斯的时钟使用框架，灵魂的循环并不是无限的，而是由使用者的灵魂磨损而形成的，所以高梨亮的身体在反复转世的时候会消耗自己的寿命。
草壁辽一的转生体，与草壁辽一、吾妻友哉不同，因为是普通人的身体，所以不大适合使用阴阳术、魔术。但觉醒后会使用式神等阴阳术。
受瓦尔塔寄生的影响，原本的“高梨亮”的人格完全消失了。
藤见环（Fujimi Tamaki）
配音：一色光
本作的主要女主角。主人公的青梅竹马，童颜巨乳，十分依赖亮，每天早上来接他一起上学，尽力准备中午的便当。十分天然呆。
本家族世世代代都是巫女的家族，继承了体内（子宫）产生巨大魔力的翠玉碑的碎片。被假面骑士注意到了能治愈他人肉体和精神的能力而被盯上，在无限的三天循环的最后一天多次和主人公一起被惨杀，夺取了子宫内翠玉碑的碎片。
（身高：158cm，体重：47kg，BWH：90-57-88，生日：10月19日，星座：天秤座）
柊美柚（Hī-ragi miyu）
配音：楠鈴音
另一位女主角，拥有四分之一德国血统的校园偶像。
在无限的三日循环，因为从一开始就已经死亡了，所以无法与之接触。
她的真实身份是魔道士西蒙·马格斯制作的魔道生命体，在制作后被称为相当于德语中“nameless”的“namenlos（纳姆卢斯）”。
身体是由自然界四大精灵的精灵素构成的，可以自由地借助周围充满精灵的力量。另外，因为是用超过亿计的咒印制作而成的，所以一般的方法不会受到伤害，即使受了伤也能瞬间再生，这样的构造非常完美。
本来就没有肉体，但是完全的生命使肉体成为可能，形成了魂魄。但是，因为条件是要呆在美柚出生的故乡“修瓦尔茨瓦特”的城堡里，所以如果在远离城堡的地方消耗力量或是花费时间的话，生命力就会减弱，导致修复停滞。被瓦尔塔袭击时的美柚，因为离开城堡已经过了50多年，被杀了。
美柚这个名字是草壁辽一起的。以与他邂逅为契机，萌生了丰富的感情，开始喜欢着他。草壁的第二次转世就是她帮助的。
草壁之所以被称为“辽”，是因为当初无法很好地说出辽一这个词。
（身高：164cm，体重：53kg，BWH：88-56-89）
吾妻梨花（Azuma Rika）
配音：青山由香里
和主人公同年级的少女。平时沉默寡言，但有“自虐癖”。因为抱着不能说话却总在对话的玩偶，所以被同学们避开了。
在无限的三日循环内企图从屋顶上跳下来自杀。
原本性格开朗，但因为被黑衣男子（瓦尔塔）寄生而变得阴暗。
由于血脉关系，对瓦尔塔的抵抗力很强。虽然被瓦尔塔夺取了肉体，但却变成了双重人格状态。因为感知到反复行凶的恶魔人格（瓦尔塔）的存在，梨花的心濒临崩溃，打算通过跳楼自杀将自己和瓦尔塔一起埋葬。
（身高：157cm，体重：41kg，BWH：77-52-81，生日：6月25日，星座：巨蟹座）

### 配角
吾妻瑠花（Azuma Ruka）
配音：金田まひる
梨花的妹妹，桃发绿眼。总是抱着布娃娃。把亮叫做哥哥，把梨花叫做姐姐，和人很亲近。喜欢恶作剧，喜欢欺负公园里的乌龟，用软水管把亮淹没，让人无法平静。口头禅是“Nyu？”
虽然不是攻略对象女主角，但是存在H场景。
根据路线的不同，可能会被姐姐梨花（正确地说是寄生在梨花身上的瓦尔塔）砍头。
（身高：128cm，体重：27kg，BWH：61-52-64，生日：3月3日，星座：双鱼座）
千神奈奈子（Chikami Nanako）
配音：常磐もも
柊美柚的好朋友，知道她的死讯后沉浸在悲伤之中。其实在Lass的各作品中都有登场的著名角色，多次登场却不能攻略，俗称“奈奈子商法”。在Lass的下一部作品《FESTA？33；-HYPER GIRLS POP-》中，终于实现了性描写的深入。
（身高：156cm，体重：45kg，BWH：80-59-88，生日：7月7日，星座：巨蟹座）
广原月子（Hirohara Tsukiko）
配音：文月かな
兼任多个社团和同好会的部长的，典型的电波娘。自称母语为C语言。演讲途中即使天黑了，观众走光了也不以为然。拥有“小魔人”、“全文化部的顶点”、“杂学No.1”、“自由的体现者”、“电波”、“文科系最大的问题儿童”、“人类神经飓风”等许多别名。绫筱学园的教室楼和其他的部室楼，别名“绫筱九龙城”，据说在那里很多非公认的同好会、爱好会的创立者都是她。
另外，从台词中可以看到她学会了很多技能的样子。
“外道照身灵波光线！看到了真面目！书！质！直！看！”
“广原流体术！切入落翡翠乃型！”
“广原流居合术”
“植入人工精灵！喝！”
除此之外，还可以使用瞬间催眠术。
在她专用的迷你剧本（准确来说是时间循环的悲剧结局的一种）中，主人公被她调教。
拥有广原姓氏的角色在[Lass]的各作品中登场。都是怪人或搞笑角色的类型。
（身高：157cm，体重：43kg，BWH：71-59-77，生日：9月18日，星座：处女座）
高梨成美（Takanashi Narumi）
配音：児玉さとみ
亮的表姐（伯父的女儿）。领着失去双亲的亮一起生活。杂志编辑，经常出差不在家。在家的时候会懒散到不处理垃圾，喜欢黄段子和性骚扰，是个邋遢的人。也是绫筱学园的OG。胸围90，27岁。
富冈健二（Tomioka Kenji）
配音：高橋一休
学园里的体育教师，外表像怪物一样可怕。梨花班的班主任。他自称是风纪委员会顾问（守护者），还兼任神秘社团“Machine部”的顾问。因为在濑户内海的渔村赤手空拳埋葬了大白鲨，和校长同性恋的怀疑等，各种各样的传言让学生很害怕。故事的最后阶段，被瓦尔塔夺取肉体后被美柚杀害，但是为了欺骗亮他们，自己的尸体被利用了。
吾妻 友哉（Azuma Yūya）
瑠花和梨花的哥哥。现在下落不明。
15年前被瓦尔塔谋杀死亡。草壁辽一的第一次转生体。
黑衣男（Kokui no otoko）
配音：間寺司
在学校流传着被认为是杀害了柊的怪人。在无限的三日循环，连续杀害着主人公和藤见环。他全身穿着黑色大衣，嘴上戴着一个像“山葵”一样的可怕面具，是个杀人恶魔。据说是从郊外的精神病院脱逃出来的患者……。
主人公曾经是草壁辽一的时候，是第二次世界大战末期对决的7个魔术师的魔术结社中“图雷”的一员，德国青年魔术师，是“瓦尔塔·迪特里希”年轻的天才和雄心勃勃的人。
祖国遗产协会（德泽斯·阿尼尔贝）派遣的擅长黑暗魔术的年轻天才野心家。拥有“冥王的钥匙”、“翠玉碑的碎片”、“卡洛斯的时钟”，企图在得到无限的魔力和长生不老之后，以“图勒”所创造的魔导帝国中超越其他成员的绝对存在君临天下。
从禁书目录圣省·禁书图书馆夺下“冥王的钥匙”、从典礼秘迹从圣省·圣遗物管理局拿下“赫勒拿的圣钉”，从日本的灵能局夺取“翠玉碑的碎片”，试图夺取“卡洛斯的时钟”和“纳姆卢斯”从而同草壁辽一对峙。
现在已经失去了原来的身体，不断地依靠他人的肉体而存活。
草壁辽一（Ku-sakabe Ryōichi）
生活在过去的阴阳师。
主人公高梨亮的前世。
作为阴阳师四大名门之一，草壁家的长子出生，在草壁家历代中也是屈指可数的天才，但由于研究西洋魔术，14岁时被驱逐出家门，作为草壁一族中的外道被流放。
流浪的结果，作为疯狂的研究员生活着。研究的内容是东西方魔术理论的统合、上级统合魔术的理论和实践。
草壁一族一边用术控制着被封印的人外存在的力量，一边同自己的血重叠起来，草壁辽一的血继承了数以百计的鬼之力。
解放所有的仪式，可以使用草壁流的最大秘术——百鬼铠甲骨架。
与从瓦尔塔来的纳姆卢斯（美柚）坠入爱河，企图逃跑，但与瓦尔塔的战斗过程中死亡。
死后，根据生前进行的转生秘术“阎罗的外法”，完成了第一次的转生。

## 工作人员
- 制作人：
- 原画：萩原音泉・ramis
- 剧本：LEGIOん・・玉沢円
- 程序：青猫
- 背景：木霊師

## 主題歌
歌：川村ゆみ

歌：

歌：
※收录在原声音乐中。上述两首歌的混音版也收录其中。

## 小说
小說《3days 〜刻の彼方の眠り姫〜》由老鹰出版社发行。